# Hugo Machado
Hugo Machado (nascido em 3 de julho de 1923) é um ex-ciclista uruguaio. Representou Uruguai em duas provas durante os Jogos Olímpicos de 1952.